# Numero di Catalan
In matematica, i numeri di Catalan formano una successione di numeri naturali utile in molti calcoli combinatori. Prendono il nome dal matematico belga Eugène Charles Catalan.
L'{\displaystyle n}-esimo numero di Catalan {\displaystyle C_{n}} può essere definito facendo uso dei coefficienti binomiali nel modo seguente:
{\displaystyle C_{n}={\frac {1}{n+1}}{2n \choose n}={\frac {(2n)!}{(n+1)!n!}},\quad {\text{ per }}n\geqslant 0.}
La successione dei numeri di Catalan è registrata nella OEIS con la sigla A000108. I primi 25 numeri di Catalan sono:
1, 1, 2, 5, 14, 42, 132, 429, 1430, 4862, 16796 (=C10),
58786, 208012, 742900, 2674440,   9694845, 35357670, 129644790, 477638700, 1767263190, 6564120420 (=C20),
24466267020, 91482563640, 343059613650, 1289904147324 (=C24).

## Definizioni alternative
I numeri di Catalan possono essere definiti in modo ricorsivo imponendo {\displaystyle C_{0}=1} e
{\displaystyle C_{n}=\sum _{i=0}^{n-1}C_{i}C_{n-1-i},\quad {\text{ per }}n\geq 1.}
Questa relazione di ricorrenza è stata notata per la prima volta nel 1758 dal de Segner. In particolare, la relazione mostra che i numeri di Catalan sono effettivamente dei numeri interi.
Un'espressione alternativa è la seguente:
{\displaystyle C_{n}={2n \choose n}-{2n \choose n-1},\quad {\text{ per }}n\geq 1.}

## Proprietà
Molti problemi combinatori hanno come soluzione i numeri di Catalan. Ad esempio: 
- {\displaystyle C_{n}} è il numero di modi in cui un poligono convesso con {\displaystyle n+2} lati può essere suddiviso in triangoli. Ad esempio, per {\displaystyle n=4} il poligono è un esagono e i modi sono effettivamente {\displaystyle C_{4}=14}:

- {\displaystyle C_{n}} è il numero delle parole di Dyck di lunghezza {\displaystyle 2n}. Una parola di Dyck è composta di {\displaystyle n} lettere {\displaystyle X} e {\displaystyle n} lettere {\displaystyle Y}, tale che ogni segmento iniziale non contenga più {\displaystyle Y} che {\displaystyle X}. Ad esempio, le parole di Dyck con {\displaystyle 6} lettere sono effettivamente {\displaystyle C_{3}=5}:

- {\displaystyle C_{n}} è il numero di modi in cui è possibile inserire {\displaystyle n} coppie di parentesi in un prodotto di {\displaystyle n+1} fattori. Ad esempio, per {\displaystyle n=3} si ottiene

- {\displaystyle C_{n}} è il numero di alberi binari pieni con {\displaystyle n} nodi padre. Qui è mostrato il caso {\displaystyle n=3}:

- {\displaystyle C_{n}} è il numero delle permutazioni degli interi {\displaystyle 1,2,\ldots ,n} ordinabili mediante pila;
- {\displaystyle C_{n}} è il numero dei cammini in una griglia {\displaystyle n\times n} che collegano due vertici opposti restando sempre sotto la diagonale. I cammini per {\displaystyle n=4} sono effettivamente {\displaystyle 14}:

- {\displaystyle C_{n}} è il numero di possibili tassellazioni di una scala di {\displaystyle n} gradini con {\displaystyle n} rettangoli. Ad esempio, per {\displaystyle n=4} si ottiene

## Storia
Il nome di questi numeri è stato scelto in onore del matematico belga Eugène Charles Catalan (1814-1884) che li aveva studiati elegantemente intorno al 1838. La successione di questi numeri però già nel XVIII secolo era stata individuata dal matematico tedesco-ungherese Jan Andrej Segner (1704-1777) ed era stata studiata da Eulero. Inoltre, contemporaneamente a Catalan, era stata studiata dal matematico francese Jacques Binet (1786-1857). Il fatto che l'n-esimo numero di Catalan corrisponda al numero delle parole di Dyck aventi lunghezza 2n è stato trovato da Désiré André nel 1887.